# Le Syndrome des amours passées
Le Syndrome des amours passées is een Frans-Belgische komische dramafilm uit 2023, geschreven en geregisseerd door Ann Sirot en Raphaël Balboni.

## Verhaal
Rémy en Sandra kunnen geen kinderen krijgen vanwege een aandoening die het Past Love Syndrome wordt genoemd. Om deze moeilijkheid te overwinnen lijkt de enige uitweg opnieuw verbinding te maken met hun vroegere romantische relaties door nog een laatste intieme relatie te hebben met elk van hun ex-partners.

## Rolverdeling
| Acteur                 | Personage      |
| ---------------------- | -------------- |
| Lucie Debay            | Sandra         |
| Lazare Gousseau        | Rémy           |
| Nora Hamzawi           | Julie          |
| Florence Loiret Caille | Marion         |
| Florence Janas         |                |
| Hervé Piron            | Stéphane       |
| Alice Dutoit           | Ana            |
| Ninon Borséi           | Justine        |
| Vincent Lecuyer        | Dr. De Coninck |
| Ana Rodriguez          | Nora           |

## Release
Le Syndrome des amours passées ging op 20 mei 2023 in première op het Filmfestival van Cannes in de sectie Semaine de la critique - Séances spéciales. De film won tijdens de 13e Magritte du cinéma-uitreiking twee Magrittes du cinéma, waaronder beste montage en beste jong mannelijk talent (Lazare Gousseau).
De film kreeg overwegend positieve kritieken van de filmcritici, met een score van 3,3/5 op Allociné, gebaseerd op 21 beoordelingen

## Prijzen en nominaties
De belangrijkste:
| Jaar | Prijs              | Categorie                   | Genomineerde(n)                      | Uitslag     |
| ---- | ------------------ | --------------------------- | ------------------------------------ | ----------- |
| 2024 | Magritte du cinéma | Beste film                  | Beste film                           | Genomineerd |
| 2024 | Magritte du cinéma | Beste regisseur             | Ann Sirot en Raphaël Balboni         | Genomineerd |
| 2024 | Magritte du cinéma | Beste actrice               | Lucie Debay                          | Genomineerd |
| 2024 | Magritte du cinéma | Beste jong mannelijk talent | Lazare Gousseau                      | Gewonnen    |
| 2024 | Magritte du cinéma | Beste scenario of bewerking | Ann Sirot en Raphaël Balboni         | Genomineerd |
| 2024 | Magritte du cinéma | Beste decor                 | Julien Dubourg                       | Genomineerd |
| 2024 | Magritte du cinéma | Beste kostuums              | Frédérick Denis                      | Genomineerd |
| 2024 | Magritte du cinéma | Beste montage               | Sophie Vercruysse en Raphaël Balboni | Gewonnen    |